# Méribel-Village
Méribel-Village is een skidorp in het Franse wintersportgebied Méribel, deel van Les 3 Vallées. Het bevindt zich tussen 1380 en 1450 meter boven zeeniveau op het grondgebied van de gemeente Les Allues in het departement Savoie. Het skidorp werd eind jaren 1990 door projectontwikkelaar MGM ontwikkeld op de locatie van een traditioneel gehucht, dat op topografische kaarten stond aangeduid als Méribel, wat 'mooi uitzicht' betekent. Méribel-Village is een mengeling van oude huizen, inclusief een kapel, en nieuwe chalets en appartementsgebouwen in Savoyaardse stijl. Méribel-Village telt 1200 bedden. Het dorp ligt op de D98 die Méribel-Centre verbindt met La Tania en Courchevel. 